# Cayo Papirio Masón
Cayo o Gayo Papirio Masón  fue, junto con Marco Pomponio Matón, cónsul de la República romana en el año 231 a. C. Llevó a cabo la guerra contra los antiguos corsos, a quienes sometió, aunque no sin considerables pérdidas.
Por esta razón, el Senado le negó un triunfo y en consecuencia celebró uno en el monte Albano. Era la primera vez que esto se realizaba y este ejemplo fue seguido con frecuencia por los generales posteriores cuando se consideraban con derecho a un triunfo, pero el Senado les negaba este honor.
Se cuenta que Masón siempre llevaba una corona de mirto en lugar de una de corona de laurel cuando estaba presente en los juegos del circo y Pablo el Diácono da como razón para esto que derrotó a los corsos en los llanos Mirteos, Myrtei Campi.
Con el botín obtenido en Córcega, Masón dedicó un templo a Fons.
Fue uno de los pontífices y murió en 213 a. C.
Masón fue el abuelo materno de Publio Cornelio Escipión Emiliano, pues su hija Papiria se casó con Lucio Emilio Paulo Macedónico, el conquistador de Macedonia.